# Mestaruussarja
La Mestaruussarja (in italiano Lega dei Campioni) fu la massima divisione del Campionato finlandese di calcio dal 1930 al 1989. Fu rimpiazzata dalla Veikkausliiga nel 1990. La prima squadra campione fu l'HIFK, mentre l'ultima l'FC Kuusysi.

## Storia
Solo dal 1930 il titolo di Campione di Finlandia venne assegnato con un campionato, mentre precedentemente, dal 1908 al 1929, veniva assegnato tramite una competizione in formato di coppa. Il campionato fu dominato dai club di Helsinki, Turku e Viipuri. Il primo campione fu l'HIFK di Helsinki, nel 1935 i quattro migliori club erano della capitale finlandese e dal 1908 al 1940 il titolo venne assegnato a squadre non di Helsinki solo sei volte. Kuopio fu la prima città dell'entroterra a partecipare al campionato, quando nel 1938 il KPT venne promosso.  Le competizioni furono interrotte nel 1914 a causa della prima guerra mondiale, mentre nel corso della seconda guerra mondiale il campionato subì diversi cambiamenti: in alcuni casi venne accorciato, in altri abbandonato o deciso con una competizione a coppa.
La popolarità del campionato ebbe un picco negli anni sessanta, quando le partite dell'HJK fecero contare più di 10 000 spettatori. Il più alto numero di spettatori, 17 293, fu registrato nel 1965 nella gara tra HJK ed FC Haka, mentre la più alta media fu di 3 071 nel 1967.
L'ultima stagione della Mestaruussarja fu nel 1989 e l'FC Kuusysi fu l'ultima squadra vincitrice. La nuova massima divisione fu inizialmente chiamata SM-liiga ed in seguito rinominata Veikkausliiga.

## Formato
La Mestaruussarja era costituita da 8 squadre quando fu fondata. Fu poi allargata a 10, arrivò a un massimo di 16, per poi stabilizzarsi su 12 squadre partecipanti fino al momento della sua dissoluzione. Negli anni ottanta la Mestaruussarja si disputava su due fasi: dopo la stagione regolare veniva disputata una seconda fase per l'assegnazione del titolo e per le retrocessioni.

## Albo d'oro
- 1930  HIFK
- 1931  HIFK
- 1932  HPS
- 1933  HIFK
- 1934  HIFK
- 1935  HPS
- 1936  HJK
- 1937  HIFK
- 1938  HJK
- 1939  TPS
- 1940  Sudet
- 1940-1941  TPS
- 1942  HT Helsinki
- 1943 non disputato
- 1943-1944  VIFK
- 1945  VPS
- 1945-1946  VIFK
- 1946-1947  HIFK
- 1947-1948  VPS
- 1949  TPS

- 1950  Ilves-Kissat Tampere
- 1951  KTP
- 1952  KTP
- 1953  VIFK
- 1954  Pyrkivä Turku
- 1955  KIF
- 1956  KuPS
- 1957  HPS
- 1958  KuPS
- 1959  HIFK
- 1960  Haka
- 1961  HIFK
- 1962  Haka
- 1963  Reipas Lahti
- 1964  HJK
- 1965  Haka
- 1966  KuPS
- 1967  Reipas Lahti
- 1968  TPS
- 1969  KPV

- 1970  Reipas Lahti
- 1971  TPS
- 1972  TPS
- 1973  HJK
- 1974  KuPS
- 1975  TPS
- 1976  KuPS
- 1977  Haka
- 1978  HJK
- 1979  OPS
- 1980  OPS
- 1981  HJK
- 1982  Kuusysi
- 1983  Ilves
- 1984  Kuusysi
- 1985  HJK
- 1986  Kuusysi
- 1987  HJK
- 1988  HJK
- 1989  Kuusysi

## Statistiche

### Campionati vinti
- 9: HJK
- 8: HIFK
- 7: TPS
- 5: KuPS
- 4: Haka, Kuusysi
- 3: Reipas Lahti, VIFK
- 2: HPS, KTP, OPS, VPS
- 1: HT Helsinki, Ilves, Ilves-Kissat Tampere, KIF, KPV, Pyrkivä Turku, Sudet

### Vincitori della classifica marcatori
| Stagione  | Giocatore         | Club         | Goal |
| --------- | ----------------- | ------------ | ---- |
| 1930      | Holger Salin      | HIFK         | 9    |
| 1930      | Olof Strömsten    | KIF          | 9    |
| 1931      | Holger Salin      | HIFK         | 11   |
| 1932      | Lauri Lehtinen    | TPS          | 13   |
| 1933      | Olof Strömsten    | HIFK         | 18   |
| 1934      | Olof Strömsten    | HIFK         | 15   |
| 1935      | Aatos Lehtonen    | HJK          | 13   |
| 1935      | Nuuti Lintamo     | VPS          | 13   |
| 1936      | Aatos Lehtonen    | HJK          | 14   |
| 1937      | Aatos Lehtonen    | HJK          | 25   |
| 1938      | Aatos Lehtonen    | HJK          | 14   |
| 1939      | Aatos Lehtonen    | HJK          | 15   |
| 1940-1941 | Jussi Valtonen    | TPS          | 14   |
| 1943-1944 | Urho Teräs        | TPS          | 9    |
| 1943-1944 | Leo Turunen       | Sudet        | 9    |
| 1948      | Stig-Göran Myntti | VIFK         | 15   |
| 1949      | Yrjö Asikainen    | Ilves-Kissat | 20   |
| 1949      | Kaimo Lintamo     | VPS          | 20   |
| 1950      | Yrjö Asikainen    | Ilves-Kissat | 15   |
| 1950      | Jorma Saarinen    | VPS          | 15   |
| 1951      | Åke Forsberg      | KIF          | 16   |
| 1952      | Mauri Vanhanen    | KTP          | 16   |
| 1953      | Rainer Forss      | Pyrkivä      | 15   |
| 1954      | Eino Koskinen     | TuTo         | 16   |
| 1955      | Yrjö Asikainen    | KIF          | 12   |
| 1956      | Pentti Styck      | HJK          | 20   |
| 1957      | Matti Sundelin    | TPS          | 21   |
| 1958      | Kalevi Lehtovirta | TPS          | 17   |
| 1958      | Kai Pahlman       | HPS          | 17   |
| 1959      | Matti Sundelin    | TPS          | 21   |
| 1960      | Matti Sundelin    | TPS          | 30   |
| 1961      | Kai Pahlman       | HPS          | 20   |
| 1962      | Tor Österlund     | HIK          | 22   |
| 1963      | Juha Lyytikäinen  | HIFK         | 16   |
| 1964      | Arto Tolsa        | KTP          | 26   |
| 1965      | Kai Pahlman       | HJK          | 22   |
| 1966      | Markku Hyvärinen  | KuPS         | 16   |
| 1967      | Tommy Lindholm    | TPS          | 22   |
| 1968      | Tommy Lindholm    | TPS          | 23   |
| 1969      | Hannu Lamberg     | KPV          | 18   |
| 1969      | Pekka Talaslahti  | HJK          | 18   |
| 1970      | Matti Paatelainen | HIFK         | 20   |
| 1971      | Pentti Toivola    | MP           | 17   |
| 1972      | Matti Paatelainen | HIFK         | 16   |
| 1972      | Heikki Suhonen    | TPS          | 16   |
| 1973      | Hannu Lamberg     | KPV          | 13   |
| 1974      | Erkki Salo        | TPS          | 17   |
| 1975      | Reijo Rantanen    | MiPK         | 16   |
| 1976      | Matti Paatelainen | Haka         | 17   |
| 1977      | Matti Paatelainen | Haka         | 20   |
| 1978      | Atik Ismail       | HJK          | 20   |
| 1979      | Atik Ismail       | HJK          | 15   |
| 1979      | Heikki Suhonen    | TPS          | 15   |
| 1980      | Hannu Rajaniemi   | Sepsi-78     | 19   |
| 1981      | Juhani Himanka    | OPS          | 22   |
| 1982      | Atik Ismail       | HJK          | 19   |
| 1983      | Mika Lipponen     | TPS          | 22   |
| 1984      | Mika Lipponen     | TPS          | 25   |
| 1985      | Ismo Lius         | Kuusysi      | 19   |
| 1986      | Ismo Lius         | Kuusysi      | 13   |
| 1986      | Jari Niinimäki    | Ilves        | 13   |
| 1987      | Ari Hjelm         | Ilves        | 20   |
| 1988      | Ismo Lius         | Kuusysi      | 22   |
| 1989      | Ismo Lius         | Kuusysi      | 15   |